# Mikulás Hrubiško
Mikulás Hrubiško (* 1. Oktober 1917 in Ilava; † 28. Juli 2005 in Bratislava) war ein slowakischer Hämatologe und Onkologe.

## Leben
Sein Abitur absolvierte Hrubiško in Trenčín. Danach studierte er Medizin an der Komenius-Universität in Bratislava, wo er 1941 promovierte. Er begann als Arzt in einer Kuranstalt der Arbeits- und Sozialversicherung.
Mit seiner zweiten Frau richtete er eine hämatologische Spezialambulanz für die Betreuung von Hämophiliepatienten ein.
Er war zweimal verheiratet. Die erste Ehe wurde geschieden. Er hat vier Söhne, die alle Ärzte geworden sind.

## Wirken
In der I. Internen Klinik in Bratislava beteiligte er sich unter dem Internisten und Onkologen Ladislav Dérer an der Einführung der Chemotherapie. Er forschte über die Punktion von Leber, Milz und Lymphknoten und deren Auswertung. Im Jahr 1948 wurde ihm ministeriell beauftragt, einen Transfusionsdienst in Bratislava und danach in der gesamten Slowakei zu etablieren. Ab 1953 leitete er das Institut für Bluttransfusionswesen, das er zu einer Klinik für Hämatologie und Bluttransfusion an der Universität Bratislava ausbaute. Im Jahr 1963 wurde er zum Dozenten ernannt. Im Jahr 1974 erwarb er den Grad Dr. sc. und im Jahr 1981 wurde er zum Professor befördert. Er befasste sich mit Immunhämatologie, Chemotherapie von Hämoblastosen bis hin zur Knochenmarktransplantation. In den USA nahm er an einem Immunologenkongress zum 75. Jubiläums der Entdeckung der Blutgruppen teil. Er war beratender Hämatologe des Gesundheitsministeriums der Tschechoslowakei. Er veröffentlichte diverse Lehrbücher und über 200 wissenschaftliche Studien.

## Ehrungen
- 1994: Ehrenmitglied der Deutschen Gesellschaft für Hämatologie und Medizinische Onkologie[2]